# 西宫汤川纪念奖
西宫汤川纪念奖（日语：／ Nishinomiya Yukawa Kinenshō）是一个日本的物理学奖项。

## 設立原因
为表彰40岁以下青年学者取得的杰出研究成果而设立的奖项，旨在鼓励研究理论物理学。主要从四个领域中选出获奖者：凝聚态物质性质、基本粒子、原子核和宇宙。西宫市举办这一活动是为了纪念汤川秀树在西宫市苦乐园时发表了介子理论论文，并获得了1934年诺贝尔物理学奖。

## 获奖者
- 1986年
  - 米谷民明：基于弦理论的量子引力研究
- 1987年
  - 冰上忍：重正化群在安德森定位中的应用
- 1988年
  - 柳田勉：中微子质量和统一理论
- 1989年
  - 小贯明：复杂液体动力学理论
- 1990年
  - 加藤光裕、小川格：弦理论的协变量化
  - 中村卓史：数值广义相对论
- 1991年
  - 大塚孝治：使用相互作用玻色子模型研究原子核的集体运动
- 1992年
  - 金子邦彦：引入耦合映射格的时空混沌研究
- 1993年
  - 筒井泉、原田恒司：规范理论的量子理论，包括量子异常
- 1994年
  - 阿久津泰弘、出口哲生：基于可解统计力学模型的结理论*1995年
  - 永长直人：强相关电子系统的规范场论
- 1996年
  - 冈田安弘、山口昌弘 : 超对称标准模型中希格斯玻色子的质量
- 1997年
  - 初田哲男核介质中强子的动态结构研究
- 1998年
  - 草野完也：基于磁流体动力学最小能量原理的太阳耀斑产生机理研究
- 1999年
  - 小形正男：一维强相关电子系统研究
- 2000年
  - 石桥延幸：使用矩阵模型研究有边界的共形场论和构造弦理论
- 2001年
  - 杉山直：宇宙微波背景辐射涨落研究
- 2002年
  - 村山齐：超共形不变性量子异常的高吉诺量产机制
- 2003年
  - 柴田大：双中子星合并形成黑洞
- 2004年
  - 古崎昭：相互作用一维电子系统中的电子传导研究
- 2005年
  - 白水徹也：爱因斯坦关于膜宇宙的方程
- 2006年
  - 肥山咏美子：量子少粒子系统精密计算方法的发展及其在超核中的应用
- 2007年
  - 诸井健夫：引力子的宇宙学影响研究
- 2008年
  - 笹本智弘：非平衡平稳系统随机模型的精确解
- 2009年
  - 平野哲文：基于相对论流体动力学的夸克-胶子等离子体研究
- 2010年
  - 小松英一郎：利用宇宙微波背景辐射验证早期宇宙理论
- 2011年
  - 古泽力：利用混沌动力系统模型进行细胞分化的理论研究
- 2012年
  - 福嶋健二：强子物质到夸克物质相变的理论研究
- 2013年
  - 高柳匡、笠真生：利用全息原理研究量子纠缠
- 2014年
  - 立川裕二：发现不同维度量子场论之间的对应关系
- 2015年
  - 沙川贵大：建筑信息热力学[2]
- 2016年
  - 日高义将、渡边悠树：广义南部-戈德斯通定理的建立
- 2017年
  - 深谷英则：手性对称性自发破缺与质量起源的研究
- 2018年
  - 小林努：最通用的单场暴胀宇宙学的构建[3]
- 2019年
  - 村濑孔大：以高能中微子为中心的多信使观测的天体粒子物理开创性研究 [4]
- 2020年
  - 盐崎谦：拓扑晶体绝缘体和超导体的分类理论
- 2021年
  - 吉田红：基于量子信息论的全息对偶模型构建
- 2022年
  - 山本直希：手性动力学理论的构建与应用
- 2023年
  - 佛坂健太：中子星并合电磁波对应天体的理论研究[5]
- 2024年
  - 森本高裕：材料中几何驱动非线性响应现象的理论研究[6]